# Huizachillos
Huizachillos är en ort i Mexiko.   Den ligger i kommunen Mexquitic de Carmona och delstaten San Luis Potosí, i den centrala delen av landet, 400 km nordväst om huvudstaden Mexico City. Huizachillos ligger 1 861 meter över havet och antalet invånare är 462.
Terrängen runt Huizachillos är huvudsakligen platt, men västerut är den kuperad. Runt Huizachillos är det tätbefolkat, med 570 invånare per kvadratkilometer. Närmaste större samhälle är Soledad de Graciano Sánchez, 19,7 km sydost om Huizachillos. Omgivningarna runt Huizachillos är i huvudsak ett öppet busklandskap.